# Trägnagare
Trägnagare (Ptinidae) är en familj inom ordningen skalbaggar som finns över hela världen. Familjen omfattar minst 220 släkten och 2200 beskrivna arter.. I Sverige finns 92 arter.

## Systematik
Trägnagarna beskrevs tidigare som familjen Anobiidae, men placeras idag i Ptinidae. De omfattar flera underfamiljer, däribland tjuvbaggarna i Ptininae och de egentliga trägnagarna. 

### Underfamiljer
- Alvarenganiellinae Viana and Martínez, 1971
- Anobiinae Fleming, 1821
- Dorcatominae C. G. Thomson, 1859
- Dryophilinae LeConte, 1861
- Ernobiinae Pic, 1912
- Eucradinae LeConte, 1861
- Mesocoelopodinae Mulsant & Rey, 1864
- Ptilininae Shuckard, 1840
- Ptininae Latreille, 1802
- Xyletininae Gistel, 1856

Se vidare: Lista med släkten inom Ptinidae

## Ekologi
Vissa arters larver lever i död ved eller bark, andra i bröd och matrester, ytterligare andra i trädsvampar. Som skalbagge mäter de upp till 9 mm.
När de brunsvarta larverna kläcks till skalbaggar äter de sig ut och gör då hål i träet, svampen etc. I trä syns ett cirkelrunt hål 1,5–3 mm i diameter med en liten hög gnagmjöl under. Detta mjöl kallas även or, och trämask kallas även ormask. Trä med maskhål kallas "maskstunget".